# Ayşe Hümaşah
Ayşe Hümaşah – sułtanka osmańska, córka Mihrimah i Rüstema Paszy, wnuczka Sulejmana Wspaniałego, siostrzenica Selima II.

## Życiorys
Ayşe urodziła się w 1541 roku w Stambule, jako córka świeżo upieczonego małżeństwa politycznego – Mihrimah i Rüstema. Kilka lat później urodzili się jej bracia: Sultanzade Murad Bey oraz Sultanzade Mehmed Pasza. Niektóre źródła podają, iż sułtanka przez pierwsze 2 lata lub jeden rok swojego życia, wychowywana była przez matkę i jej dworek, później zaś więcej czasu spędzała z ojcem, u którego była oczkiem w głowie.
Hümaşah wyszła za mąż za Semiza Alego Paszę, lub za Semiza Ahmeda Paszę, w tej sprawie opinie są sprzeczne. Z jednej strony, jako bardzo młoda dziewczyna, mogła wyjść za Semiza, który prawdopodobnie miał być jednym z nielicznych zwolenników Bayezida. Z drugiej strony, możliwe jest by wyszła za wielkiego wezyra, w czasach panowania Murada III. Jedno jest pewne, małżeństwo to było skutkiem działań politycznych jej matki – Mihrimah. Jej drugim mężem był Feridun Bey, a trzecim – Mahmud Hüdayi.
Śmierć sułtanki datuje się na rok 1594, a za miejsce pochówku uważany jest meczet jej matki.

### Dzieci
Hümaşah miała czterech synów i jedną córkę:
- Abdurrahman Bey
- Mustafa Pasza – gubernator Kilis, zginął w torturach z rąk zbójców z Austrii.
- Mehmed Bey – gubernator Bośni
- Osman Bey – zmarł w 1590 roku i został pochowany w meczecie Mihrimah.
- Saliha Hanım